# Łaziska Górne (gmina)

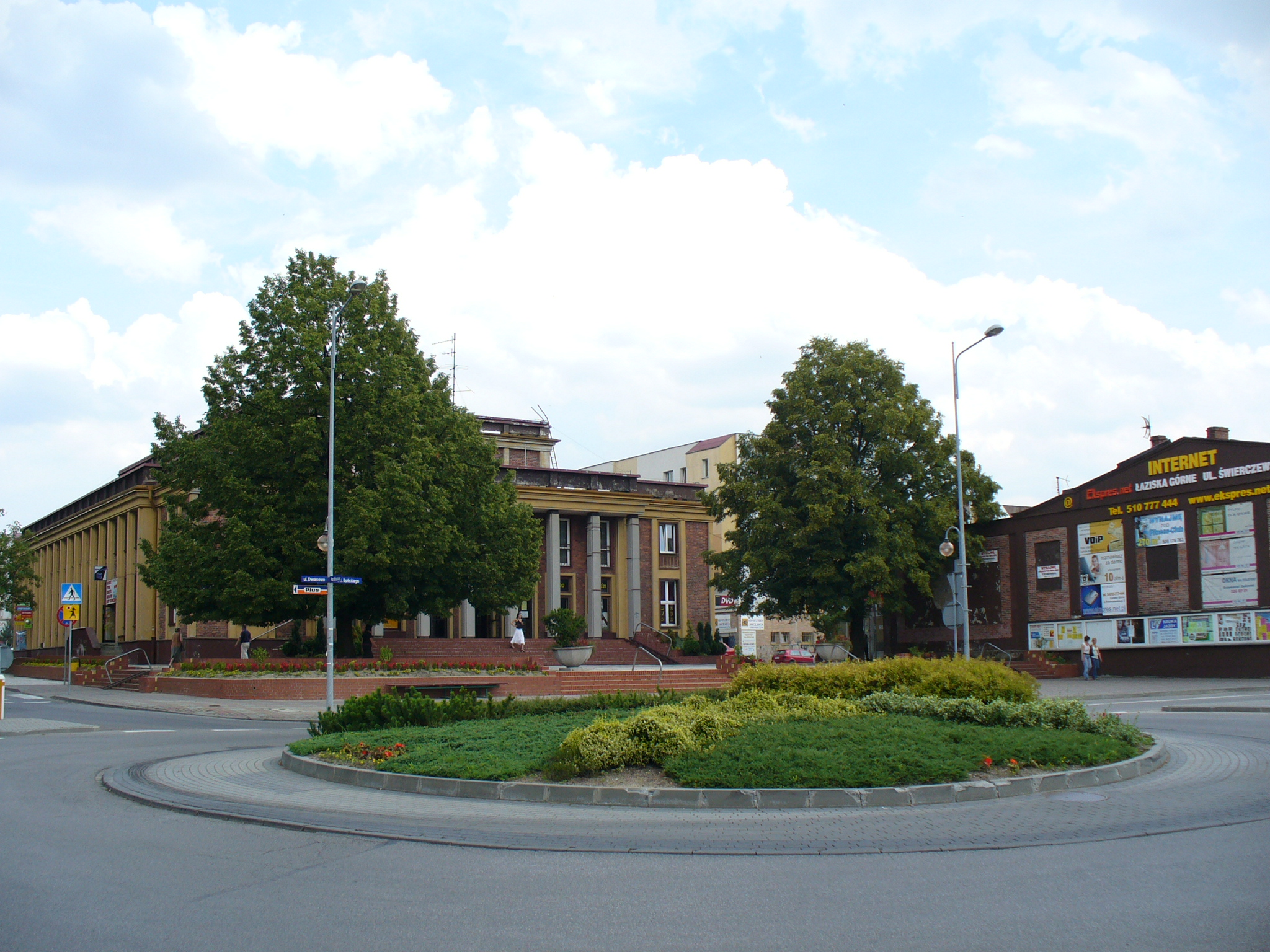
Współczesne centrum Łazisk Górnych

Łaziska Górne – dawna gmina wiejska istniejąca w latach 1945–1950 w woj. śląskim i katowickim (dzisiejsze woj. śląskie). Siedzibą władz gminy była wieś Łaziska Górne (od 1951 miasto).
Gmina zbiorowa (o charakterze jednostkowym) Łaziska Górne powstała w grudniu 1945 w powiecie pszczyńskim w woj. śląskim (śląsko-dąbrowskim). Według stanu z 1 stycznia 1946 gmina składała się z samej siedziby i przez to nie była podzielona na gromady. 6 lipca 1950 zmieniono nazwę woj. śląskiego na katowickie.
Jako gmina wiejska jednostka przestała istnieć z dniem 1 stycznia 1951 wraz z nadaniem Łaziskom Górnym praw miejskich i przekształceniem jednostki w gminę miejską, włączoną 1 października 1954 do nowo utworzonego powiatu tyskiego.
Zobacz też: gmina Łaziska Średnie